# Hemsjön (Dalhems socken, Småland, 643887-151815)
Hemsjön är en sjö i Västerviks kommun i Småland och ingår i Storåns huvudavrinningsområde. Sjön har en area på 0,177 kvadratkilometer och ligger 126,2 meter över havet. Sjön avvattnas av vattendraget Sågbäcken.

## Delavrinningsområde
Hemsjön ingår i det delavrinningsområde (644191-151821) som SMHI kallar för Utloppet av Antvarden. Medelhöjden är 140 meter över havet och ytan är 15,21 kvadratkilometer. Det finns inga avrinningsområden uppströms utan avrinningsområdet är högsta punkten. Sågbäcken som avvattnar avrinningsområdet har biflödesordning 2, vilket innebär att vattnet flödar genom totalt 2 vattendrag innan det når havet efter 38 kilometer. Avrinningsområdet består mestadels av skog (71 procent). Avrinningsområdet har 1,98 kvadratkilometer vattenytor vilket ger det en sjöprocent på 13 procent.